# Urna (Funeral-Doom-Band)
Urna ist eine 2003 gegründete Funeral-Doom-Band.

## Geschichte
Zum Ende des Jahres 2003 gründeten Roberto „RM“ Mura und Marco „MZ“ Z. Urna in Cagliari. Die Band entstand, um bereits bestehende und für ein am Black Metal orientiertes Vorgängerprojekt geschriebene Stücke einzuspielen. Die Black-Metal-Wurzeln der Gruppe wirkten sich in den ersten Jahren der Aktivität noch prägend auf die Musik aus, derweil weitere Inspirationen aus dem Schaffen von Tronus Abyss und Void of Silence gezogen wurden. Noch vor der Veröffentlichung unterschiedlicher Demoaufnahmen erschien 2004 das Debüt Justa Funebria über Vomitum Niger Productions, einem vom Mura initiierten Independent-Label. Nachkommend veränderte die Band zunehmend die gespielte Musik hin zum Funeral Doom und änderte die innere Konstellation durch die Kooperation mit weiteren Musikern. Der Bassist Luigi „Zin“ della Rossa von Malvento wurde vorübergehend zum Teil der Gruppe und beteiligte sich an den Aufnahmen der EP Mors Imperatrix Mundi, welche von der Band 2005 im Selbstverlag herausgegeben und 2014 über GS Productions wiederveröffentlicht wurde. Indes della Rossa die Gruppe erneut verließ, schloss Unra einen Vertrag mit Aeternitas Tenebrarum Music Foundation über die Veröffentlichung der nächsten Alben ab.
Das Duo entwickelte unter dem Einfluss von Gruppen wie Thergothon und Skepticism den eigenen Klang weiter zu der auf Sepulcrum MMVI präsentierten Musik, die Timothy Coleman für Doom-Metal.com als „abscheuliche Mischung aus Funeral Doom, Black Metal und generell gruseligem Dark Ambiente“ beschreibt. Mit Arcana Coelestia und Locus Mortis initiierten die beiden Urna-Mitglieder Nebenprojekte, welche sie als Haupteinflüsse und -experimentierräume Urnas beschreiben. Mit Arcana Coelestia würden die Doom-Bestandteile der Band „melodischer und elegischer“, derweil mit Locus Mortis die am Black Metal orientierte Seite „schneller und gewalttätiger“ werden sollte. Mit dem Projekt Urna fuhren die Musiker alsdann im Jahr 2008 fort. Der Einfluss des zur Band hinzu gestoßenen Künstlers Francesco „Eidvlon“ Gemelli prägte den experimentellen Klang, den Urna 2009 mit dem über Aeternitas Tenebrarum Music Foundation und I, Voidhanger Records veröffentlichten Album Iter Ad Lucem präsentierte. Das Album, so urteilte Johannes Schmuck für Metal.de, sei verweisend auf Esoteric „zwar nicht sehr innovativ“, transportiere jedoch „eine besondere Atmosphäre, die […] in diesem Fall sehr gut funktioniert.“ In den Jahren nach der Veröffentlichung zog Mura nach Großbritannien, wo er das Label Third I Rex initialisierte. Trotz der räumlichen Distanz führten die Musiker die Kooperation fort und arbeiteten gemeinsam mit Davide „Eon [0]“ Colladon von Progenie Terrestre Pura an dem 2013 via Aeternitas Tenebrarum Music Foundation veröffentlichten Album Mors Principium Est. Es wurde von Matt Halsey für Doom-Metal.com als „kraftvolles und bewegendes“ Album gelobt.

## Stil
Die Musik von Urna wird dem Funeral Doom zugeordnet. Das Webzine Doom-Metal.com beschreibt die Musik als „blackened Funeral Doom“ der „weite Räume und eine schwere Atmosphäre in nahezu formloser Musik“ kombiniere. Zum Vergleich wird auf das ebenfalls von den Musikern betriebene Projekt Arcana Coelestia verwiesen. In Rezensionen werden hinzukommend häufig Vergleiche zu der britischen Band Esoteric gezogen, deren Sänger Greg Chandler sich mit einem Gastauftritt auf Mors Principium Est einbrachte.
Als den Gesamtklang bestimmend werden „die elektronischen Arrangements“ wahrgenommen, „die zusammen mit undefinierbaren Geräuschen, die der Abyss von grummelnd bis bestialisch selbst auszustoßen scheint, für eine atemberaubende Dynamik und Atmosphäre sorgen.“ Das überwiegend in den Hintergrund gemischte Gitarrenspiel wird Mal als verhallend und in die Länge gezogene, Mal als „esoterische, monolithische […] Gitarrenteppiche und –leads“ beschrieben. Der Gesang wird in mehreren Sprachen als Sprechen, Growling und Kreischen präsentiert.

„URNA erfinden das Rad nicht neu, was auch nicht ihr Anspruch ist. Parallelen zu ESOTERIC finden sich fast in jedem Song, jedoch legen die Italiener noch mehr Gewicht auf Ambientparts und variables Drumming – wohltuende Temposteigerungen verhindern an den meisten Stellen das Abrutschen in den Abgrund des Einheitsbreis.“

## Diskografie
- 2005: Justa Funebria (Album, Vomitum Niger Productions)
- 2005: Rehearsal XXIIIMMV (Demo, Selbstverlag)
- 2005: Mors Imperatrix Mundi (EP, Selbstverlag, 2014 über GS Productions wiederveröffentlicht)
- 2005: Promo MMV (Demo, Selbstverlag)
- 2006: Sepulcrum (Album, Aeternitas Tenebrarum Musicae Fundamentum)
- 2009: Iter ad Lucem (Album, Aeternitas Tenebrarum Musicae Fundamentum)
- 2013: Mors Principium Est (Album, Aeternitas Tenebrarum Musicae Fundamentum)